# Таскескен (Туркестанская область)
Таскескен (каз. Таскескен, до 2017 г. — Абай) — село в Сарыагашском районе Туркестанской области Казахстана. Входит в состав Тегисшильского сельского округа. Находится примерно в 23 км к юго-западу от районного центра, города Сарыагаш. Код КАТО — 515479200.

## Население
В 1999 году население села составляло 1943 человека (1006 мужчин и 937 женщин). По данным переписи 2009 года, в селе проживали 2572 человека (1271 мужчина и 1301 женщина).